# Carmen (canção)
Carmen é uma canção da cantora americana Lana Del Rey, parte do álbum de estúdio Born to Die. Foi lançado como um single, na Alemanha, Áustria e Suíça em 26 de janeiro de 2012. Em 27 de fevereiro de 2012, Del Rey revelou que ela tinha filmado o vídeo para a música através do Facebook dela. Durante as revisões para o álbum, "Carmen" recebeu respostas muito positivas dos críticos, a maioria dos quais louvaram habilidades de Lana e as canções de mensagens líricas para avisar as meninas mais jovens sobre os estilos de vida de celebridades como Lindsay Lohan e Paris Hilton.

## Antecedentes e composição
Após estourar na internet com o videoclipe da canção "Video Games", Lana Del Rey revelou em fevereiro de 2012 que teria terminado as edições da gravação audiovisual para "Carmen", que logo foi cogitada como a segunda faixa a ser lançada oficialmente, porém, chegou a ser lançada como single promocional na Alemanha, Áustria e Suíça. A faixa foi composta por Del Rey e Justin Parker, sendo produzida por Emile Haynie e Jeff Bhasker. A música faz uso de vários instrumentos, notoriamente piano, guitarra e teclado. De acordo com a partitura publicada pela Universal Music Publishing Group na página da Musicnotes, Inc, a canção possui um metrônomo de 115 batidas por minuto e é composta na chave de dó sustenido menor. Liricamente, o tema fala sobre um conto sombrio de uma menina bonita e um pouco anormal, uma menina que sofre com alucinações e delírios. Del Rey canta em letras rígidas com auto-referencial: "Confiando na simpatia de estranhos / Dando nós em cabos de cereja enquanto faz favores em festas / Coloque seu vestido vermelho, passe seu batom / Cante sua canção, canção, agora, a câmera está ligada / E você está viva outra vez". Quando Del Rey foi entrevistada pelo The Sun, ela afirmou que a música é um "conto preventivo de uma mulher condenada que vende seu corpo nas ruas [...], ela ainda revelou:
| “              | "Carmen" é uma canção que não consigo explicar porque ela está muito perto do meu coração. É a música do disco que mais me relaciono de perto. Ela é definida parcialmente em Coney Island, um lugar que tem sido importante para mim ao longo da minha carreira em Nova Iorque. | ” |
| — Lana Del Rey | |   |

## Recepção da crítica
"Carmen" foi elogiada pela maioria dos críticos por sua capacidade de contar uma história e assombrar com suas letras intensas do lado negativo da fama. Notável como uma dica cautelar de qualquer desvantagem para um estilo de vida devassa que Lana retrata em seu álbum. Andy Gill do The Independent descreveu a música como uma metáfora utilizada pela interprete por sua "experiência de vida sintética", enquanto Alex Denney da NME descreveu-a como "uma vencedora", com tons ricamente sugestivos por Del Rey, ilusionismo ao fantasma da mulher fatal Lauren Bacall. Angela Okhumoya da Addictmusic mostrou apreço pelas habilidades no tema da composição de "Carmen", afirmando que ela é a melhor de suas canções." Dom Gourlay da Contactmusic fez um comentário um pouco positivo sobre a canção, descrevendo alguns pontos presentes na faixa: "Você quer batidas de hip-hop? Confirmado. Refrões amigáveis? Confirmado. Canções e versos para despedida de solteira e massas ao karaokê? Confirmado". Gillan Williams da revista Rogue comentou que o destaque do álbum é "Video Games", mas há outros momentos de brilho como "Blue Jeans", "Million Dollar Man" e "Carmen", chamando-as de fantásticas. Lindsey Borders do website Examiner notou que a voz da cantora na música está um pouco cansada, e nomeou-a como "melancólica". Ali do Sputnikmusic comentou que as faixas 'Carmen' e 'Million Dollar Man', são incrivelmente fracas, oferecendo quase nada na forma de ganchos eficazes [...] Na verdade, seus vocais estão longe de ser convincentes durante a maior parte do disco, e eles certamente não são fortes o suficiente para carregar tais canções pobres.

## Videoclipe
Em 27 de fevereiro de 2012, Del Rey revelou através de sua página no Facebook que ela tinha acabado de editar o vídeo da música "Carmen", e que ela mesma dirigiu. A cantora enviou o videoclipe da canção que tem duração de 5 minutos e 16 segundos para sua conta no YouTube no dia 21 de abril de 2012.
 Ela produziu o vídeo com o mesmo estilo de montagens que ela utilizou em seus vídeos anteriores de suas canções como em "Video Games", que traz cenas de filmagens caseiras extremamente melancólicas, que virou uma marca registrada da interprete. Também há cenas da cantora no banco traseiro de uma motocicleta com um rapaz que interpreta seu suposto namorado. A cantora designou o vídeo como um "BIO PIC" na descrição do vídeo no YouTube, tematicamente mostra um garota de programa de apenas 17 anos de idade. Logo após o lançamento, Del Rey publicou em seu twitter: "Te fez alguma coisa. CARMEN explica tudo."
O clipe inicia-se com uma flor vermelha, procedida por imagens de vários outros clipes musicais. Depois aparece apenas imagens desfocadas e com efeitos. Aparece uma mulher dançando pole dance, logo se alterna com cenas de Del Rey com seu suposto namorado, ela o acaricia e algumas pessoas aplaudem os dois. No vídeo também aparece cena de uma criança correndo para os braços de sua mãe, a cantora aparece em uma cena onde está dando língua e logo aparecem imagens de desenhos animados com efeito preto e branco. Del Rey então é vista andando de moto. Aparece um grupo de meninas felizes pelas ruas enquanto ela fica sentada em uma escada cantando, logo ela aparece novamente cantando em um palco. O vídeo termina com uma mulher vestida de branco, correndo e dançando em um campo ao som da canção Gymnopédies nº1, de Erik Satie.

## Apresentações ao vivo

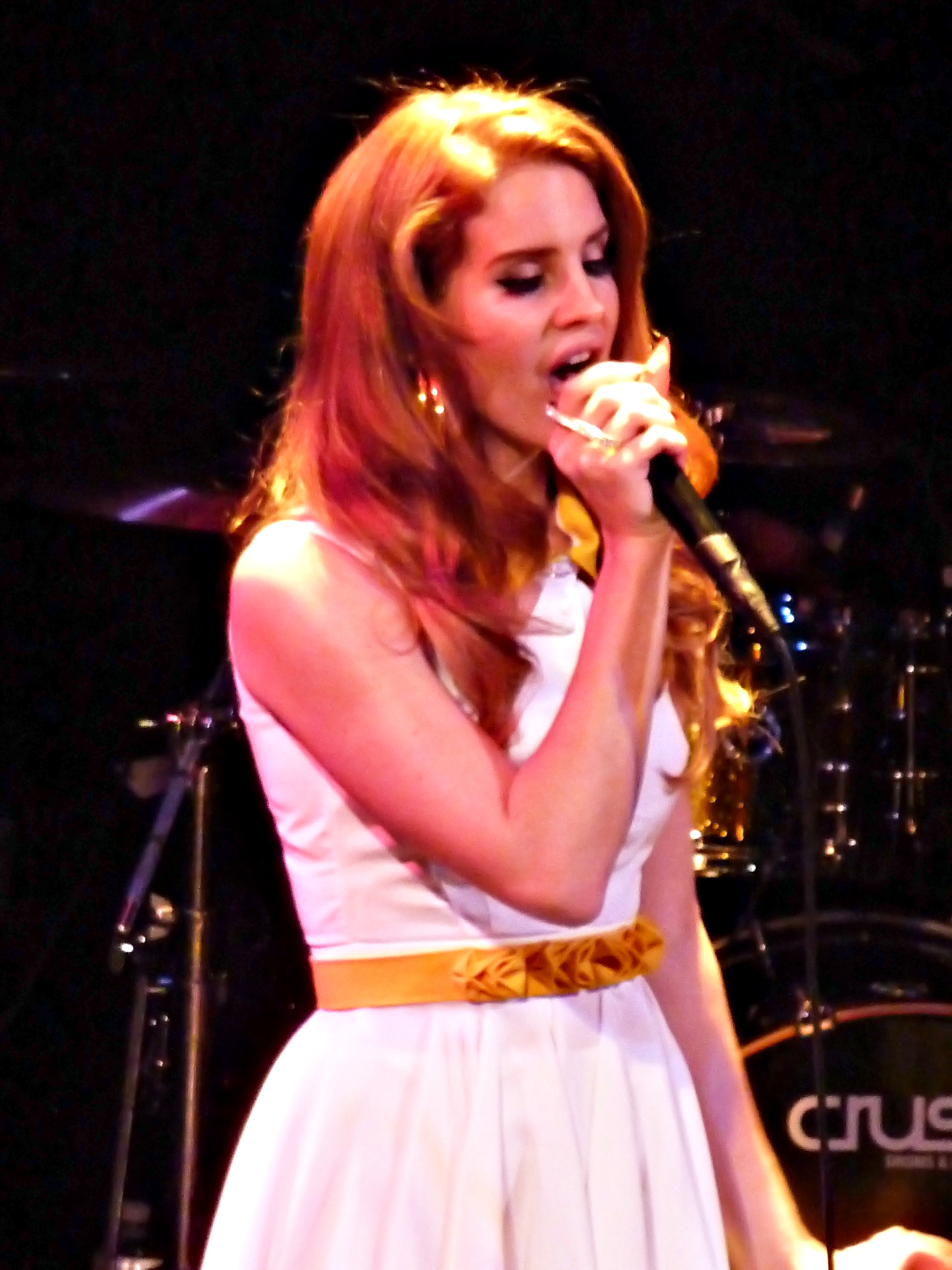
Del Rey em apresentação no Bowery Ballroom, onde interpretou "Carmen".

Em junho de 2012, a cantora interpretou a canção no Bowery Ballroom. Mark Graham do VH1 comentou que na atuação de "Carmen", ela foi capaz de elevar a qualidade de suas canções acima de suas encarnações de estúdio e realmente se conectar com o público. Ela também atuou a canção no Camden Jazz Cafe, em London, os comentários sobre a apresentação foram bastante positivos. Alex Langlands do Music Feeds afirmou que o desempenho foi muito mais envolvente do que o que vimos no Letterman há apenas alguns meses, eu acho que é justo dizer que ela já percorreu um longo caminho desde então. A cantora também se apresentou no Sónar Festival em Barcelona.
Em agosto de 2012, ela realizou um concerto no Irving Plaza em Nova Iorque que durou 48 minutos. Nesta ocasião, ela interpretou as canções "Carmen" "Milion Dollar Man" e "Body Electric". Em abril de 2013, Del Rey também se apresentou em Paris onde interpretou "Carmen" e "Blue Jeans". No dia 3 de maio de 2013, ela interpretou a canção em Turim, na Itália. Lana Del Rey também realizou uma performance da canção no El Rey Theatre, em Los Angeles nos Estados Unidos. Ela também se apresentou a música em Copenhagen, na Dinamarca, e no ginásio Jahrhunderthalle da Alemanha. A música faz parte do repertório oficial das turnês Born to Die Tour e Paradise Tour, que percorreram América do Sul, América do Norte, Europa e Oceania.

## Faixas e formatos
| Download digital |          |         |  |
| N.º              | Título   | Duração |  |
| 1.               | "Carmen" | 4:08    |  |

## Histórico de lançamento
| País     | Data                  | Formato          |
| -------- | --------------------- | ---------------- |
| Alemanha | 26 de Janeiro de 2012 | Digital Download |
| Áustria  | 26 de Janeiro de 2012 | Digital Download |
| Suíça    | 26 de Janeiro de 2012 | Digital Download |